# Аменемхет II
Аменемхет II — фараон Древнего Египта, правивший приблизительно в 1914 — 1879/1876 годах до н. э.; из XII династии (Среднее царство).

## Правление

### Родственные отношения и срок правления

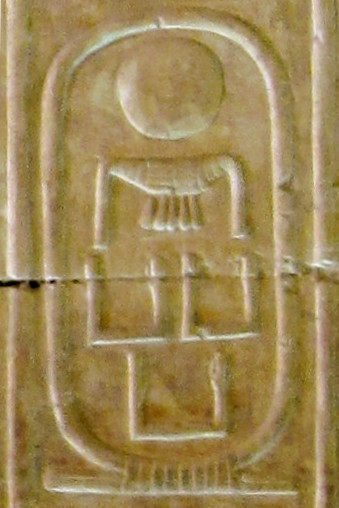
Картуш Нубкаура (Аменемхет II) в Абидосском списке фараонов (№ 61)

Аменемхет II — сын Сенусерта I и его старшей жены царицы Нефру (Неферу). Последние 3 года жизни своего отца был его соправителем. Супруга Аменемхета II неизвестна. В последнее время получила распространение теория, что ею была царица Сенет, известная по двум статуям, которую пока невозможно отнести ни к одному из властителей XII династии, кроме как к Аменемхету II. До сих пор Ити и Хнумит, могилы которых расположены близ пирамиды фараона, признавались его дочерьми. Однако погребение этих женщин датируется временем Аменемхета III, так что вопрос, были ли они его дочерьми, остаётся открытым.
Можно предположить, что Аменемхету II было около 40 лет, когда умер его отец, так как сам он скончался через 35 лет, на 39-м году своего правления (включая три года совместного царствования с Сенусертом I). Следовательно, на момент смерти Аменемхету II было порядка 75 лет. Надписи, как государственные, так и частные, в которых упоминаются точные даты, относятся ко 2, 3, 4, 5, 6, 8, 9, 12, 13, 14, 17, 19, 20, 23, 24, 25, 27, 28, 29 и 35-му годам его правления. Сведения о количестве лет правления Аменемхета в Туринском папирусе не сохранились, но, согласно сочинению Манефона, Аменемхет II умер после 38 полных лет царствования, то есть на 39-м году правления.

### Имена фараона
Этот фараон принял тронное имя Нубкаура, «Золотые Души Ра». Под этим именем он известен в Абидосском (№ 61) и Саккарском (№ 41) списках древних царей Египта. Его «хоровым именем» и «именем небти» стало Хекен-ем-Маат, «Верующий в истину»; «золотым именем» — Ма-ек-херу — «Правогласный». Личное имя этого правителя — Аменемхет — можно перевести как «Бог Амон перед ним» или «Амон впереди», или «Амон во главе». Амени и Амену — сокращённые формы его имени. Древнеегипетский историк Манефон называет его Амманеме(с).
| G5 |

| G5 |

| V28 | V31 · N35 | G17 | C10 |

| V28 | V31 · N35 | G17 | C10 |

| V28 | V31 · N35 | G17 | U2 · Aa11 |

| V28 | V31 · N35 | G17 | U2 · Aa11 |

| G16 |

| G16 |

| V28 | V31 · N35 | G17 | C10 |

| V28 | V31 · N35 | G17 | C10 |

| V28 | V31 · N35 | G17 | U2 · Aa11 |

| V28 | V31 · N35 | G17 | U2 · Aa11 |

| G8 |

| G8 |

| G8 | U2 · Aa11 | P8 |

| G8 | U2 · Aa11 | P8 |

| Aa11 | P8 | G8 |

| Aa11 | P8 | G8 |

| G8 | Aa11 · P8 | G17 | V30 · Ba15s · N19 · Ba15as |

| G8 | Aa11 · P8 | G17 | V30 · Ba15s · N19 · Ba15as |

| nswt&bity |

| nswt&bity |

| N5 · S12 | D28 · D28 · D28 |

| N5 · S12 | D28 · D28 · D28 |

| N5 · S12 | D28 · D28 · D28 |

| N5 · S12 | D28 · D28 · D28 |

| N5 · S12 | D28 · D28 · D28 |

| N5 · S12 | D28 · D28 · D28 |

| N5 · S12 | D28 · D28 · D28 |

| N5 · S12 | D28 · D28 · D28 |

| G39 | N5 |

| G39 | N5 |

| M17 | Y5 · N35 | G17 | F4 · X1 |

| M17 | Y5 · N35 | G17 | F4 · X1 |

| M17 | Y5 · N35 | G17 | F4 · X1 |

| M17 | Y5 · N35 | G17 | F4 · X1 |

| M17 | Y5 · N35 | G17 | F4 · X1 |

| M17 | Y5 · N35 | G17 | F4 · X1 |

| M17 | Y5 · N35 | G17 | F4 · X1 |

| M17 | Y5 · N35 | G17 | F4 · X1 |

| M17 | Y5 · N35 | G17 | F4 · D36 |

| M17 | Y5 · N35 | G17 | F4 · D36 |

| M17 | Y5 · N35 | G17 | F4 · D36 |

| M17 | Y5 · N35 | G17 | F4 · D36 |

| M17 | Y5 · N35 | G17 | F4 · D36 |

| M17 | Y5 · N35 | G17 | F4 · D36 |

| M17 | Y5 · N35 | G17 | F4 · D36 |

| M17 | Y5 · N35 | G17 | F4 · D36 |

| M17 | Y5 · N35 | M17 | M17 |

| M17 | Y5 · N35 | M17 | M17 |

| M17 | Y5 · N35 | M17 | M17 |

| M17 | Y5 · N35 | M17 | M17 |

| M17 | Y5 · N35 | M17 | M17 |

| M17 | Y5 · N35 | M17 | M17 |

| M17 | Y5 · N35 | M17 | M17 |

| M17 | Y5 · N35 | M17 | M17 |

### Внешняя политика

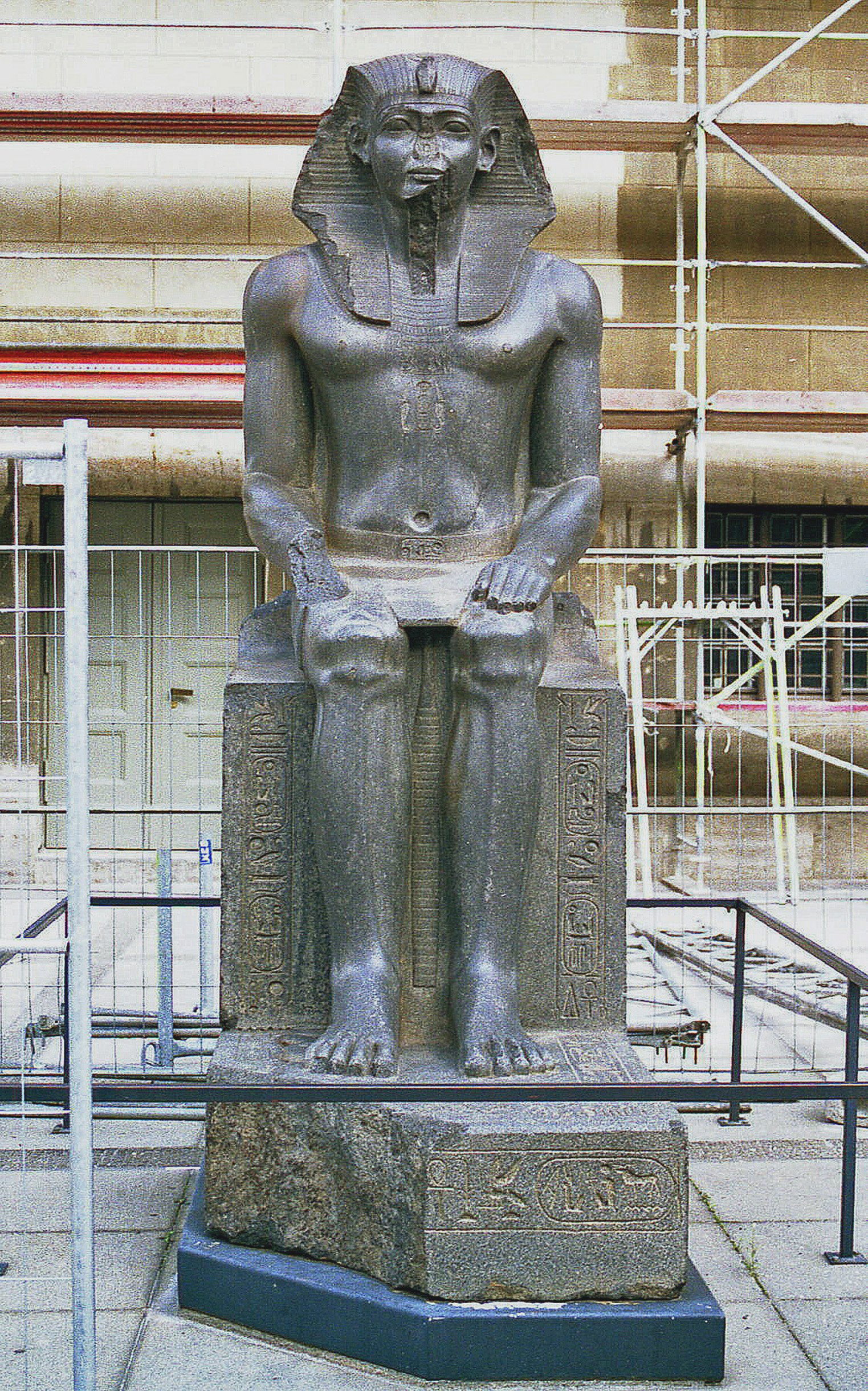
Колоссальная статуя Аменемхета II, позднее узурпированная Рамсесом II, который перенёс её в Пер-Рамсес, и, наконец, присвоенная Мернептахом. Пергамский музей, Берлин

Царствование Аменемхета II не особенно богато дошедшими до нас памятниками. Пожалуй, самым важным памятником его времени является фрагмент хроники, выбитый на большом камне и рассказывающий о событиях первого года его правления. Впоследствии, во времена Нового царства, этот камень был использован для строительства в Мемфисе, где его и обнаружили археологи. В хронике рассказывается о военной кампании в Южной Палестине и разрушении двух неназванных азиатских городов. Также упомянуты пожертвования различным храмам и принесение дани нубийцами.
Благодаря внешней политике, которую проводил Сенусерт I, Аменемхет II получил в наследство мощную процветающую державу и правил практически без войн в течение более 30 лет. Мирные отношения с бывшими традиционными врагами позволили Аменемхету II поднять авторитет Египта на Ближнем Востоке. Египет торговал с Сирией, Месопотамией, со странами Эгейского моря, установил торговые и дипломатические отношения практически со всеми африканскими странами, окружавшими Египет.
Египтяне оставили следы пребывания в Рас-Шамра, Мишрифе, Мегиддо. Там были найдены египетские статуэтки и скарабеи. Египетский сфинкс с именем дочери Аменемхета II Ити был обнаружен в сирийском городе Катне. Особенной заботой египтян пользовался финикийский порт Библ, где правящая знать даже оставила короткие иероглифические надписи с обращениями к египетским богам. Ювелирные украшения с картушами царя из царской гробницы в Вавилоне и украшения местной царевны Ипшемуаби идентичны ювелирным изделиям, типичным для XII династии. В Египте были обнаружены сокровища в фундаменте храма Монту в Тоде южнее Луксора (Фивы). Среди прочих вещей найдены четыре бронзовых короба, крышки которых были расписаны иероглифами с именем Аменемхета II. В коробах находилось большое количество серебряных чаш из Ливана и из региона Эгейского моря, а также вавилонские цилиндрические печати и амулеты из ляпис-лазури.

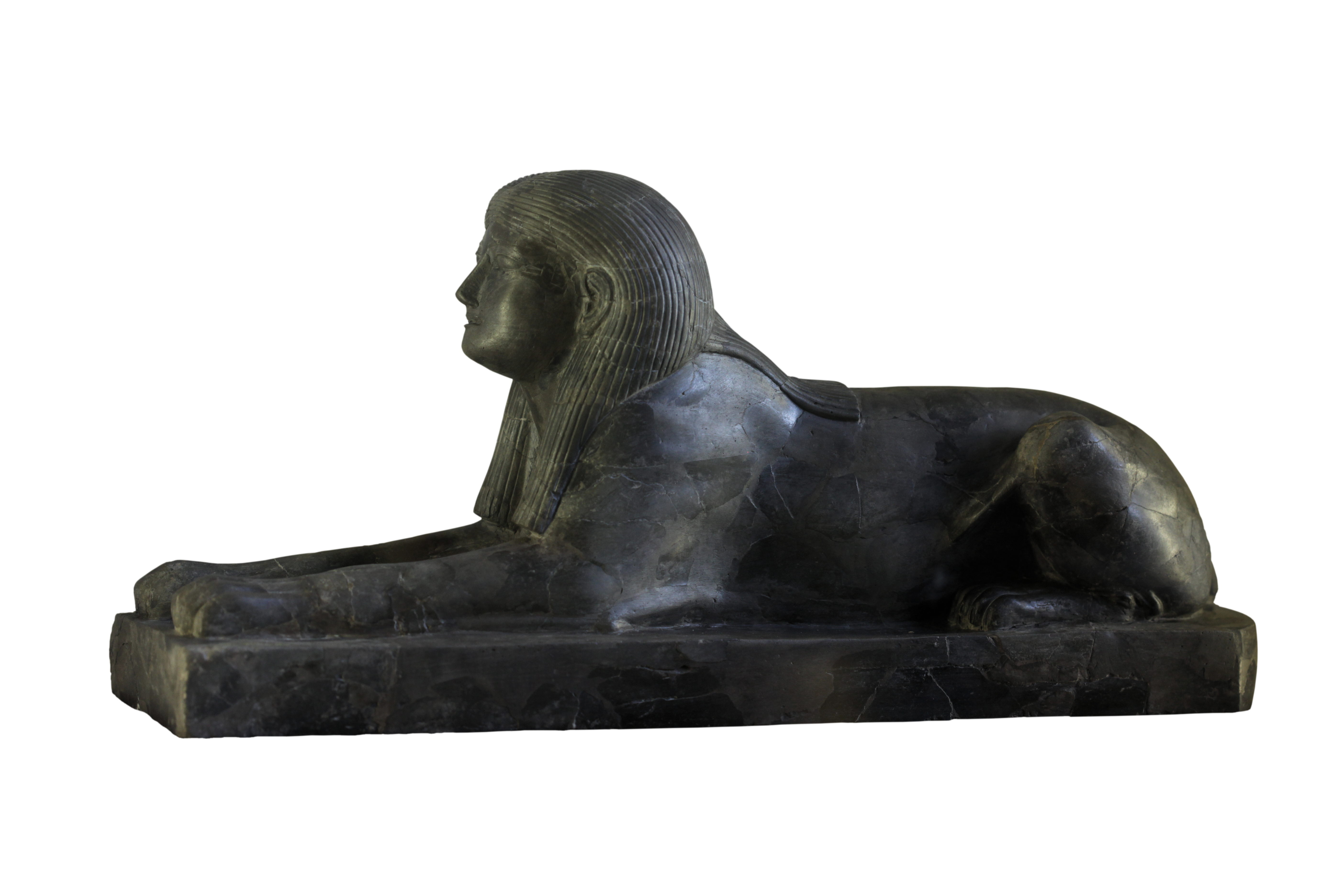
Сфинкс с именем царевны Ит, дочери фараона Аменемхета II. Найден в Телль-Мишриф, древняя Катна (Сирия), храм богини Нингаль. Лувр, Париж

Все эти сокровища, вероятно, были дипломатическими дарами или данью. Серебряные чаши представляли собой большую ценность, так как в Египте серебро ценилось дороже, чем золото. Многие из этих вещей, судя по шумерским надписям, изображениям азиатских божеств и зиккуратов, происходят из Месопотамии, что указывает на расширение внешних связей Египта.
О контактах с Критом через Великую Зелень (Уджи-Ур), как египтяне называли Средиземное море, свидетельствуют находки в Кноссе (включая большую часть статуи человека по имени Усер) и типичная минойская керамика, найденная в Египте около стен города Эль-Лахун и в абидосских гробницах.
Со времени правления Аменемхета II усилился приток азиатов в Египет. Произошло это, скорее, благодаря торговым отношениям, чем войнам. На одной из стел Аменемхет II изображён стоящим в колеснице, за которой тянется череда пленённых азиатов. На конях же сидят связанные азиатские вожди. Всё чаще в Египте стали встречаться имена собственные «Азиат», «Азиатка». В то же время в египетском языке появляется всё больше ливанских имён.

### Плавание в страну Пунт
В Вади-Гасусе, на побережье Красного моря, несколько севернее Кусейра, была обнаружена стела, хранящаяся в настоящее время в замке Алник. В вырезанном на ней тексте сказано о том, что  она была установлена неким сановником по имени Хентихетур на 28-м году царствования фараона Аменемхета II, «после его благополучного прибытия из страны Пунт, [причём] его воины были с ним целы и невредимы и его корабли причалили к Сеуеу».
Этот факт свидетельствует о том, что царь, подобно своим предкам Сахура, Джедкара Исеси, Пиопи II и Санхкара Ментухотепу III, отправил экспедицию в далёкую страну Пунт, располагавшуюся недалеко от Сомали. Некогда эти походы были довольно рискованными. Необходимо было пройти через пустыню к Красному морю. Затем следовало построить на пустынном и негостеприимном берегу большие морские суда, постоянно ожидая нападения кочевников-бедуинов. Затем египтяне на протяжении многих дней плыли вдоль незаселённого побережья, и, наконец, они вступали в переговоры с малоизвестным народом, находящимся на гораздо более низкой ступени развития, чтобы получить мирру и благовония, которыми славилась эта земля. Однако в период правления царей XII династии тем, кто совершал подобные путешествия, уже не приходилось сталкиваться с такими трудностями. Кроме того эта надпись даёт нам название ещё одной гавани на побережье Красного моря — Сауу (современный Вади-Гасус). Прежние фараоны отправляли свои экспедиции из порта Джау (современный Кусейр).
Подобные походы в Пунт теперь стали совершаться довольно часто. В одном из текстов из гробницы Хуи в Асуане, сооружённой примерно тогда же, говорится о том, что он вместе с другим вельможей «казначеем бога» по имени Тети ездил в Пунт одиннадцать раз.

### Разработка рудников и каменоломен
При Аменемхете II продолжалась разработка рудников Синайского полуострова. Там были обнаружены девять плит с вырезанными на них текстами и две статуи, изготовленные в период правления Аменемхета. В одной надписи говорится об экспедиции, отправленной туда на четвёртом году царствования, другой поход был осуществлён на 24-м году.
Некий помощник казначея Сихатхор в своей надписи на камне, найденном в Абидосе рассказывает: «Будучи юношей, я посетил копи Синая, и я обязывал правителей (золотоносного региона) мыть золото (для меня) и я добывал малахит (на Синае)».
В Асуане обнаружены различные наскальные надписи, свидетельствующие о том, что в находившихся там рудниках тогда шла добыча гранита. Наиболее важным является текст, датированный 14-м годом правления Аменемхета, расположенный по пути из Асуана в Шаллал. В Вади-Хаммамат, на знаменитых каменоломнях, расположенных в Восточной пустыне, вырезано имя царя. Оно также обнаружено на алебастровых рудниках в Хатнубе и в месте добычи песчаника, недалеко от Гебель-Сильсилы; эта надпись относится к 17-му году правления Аменемхета.

### Положение дел в Нубии
Нижняя Нубия была полностью замирена, и теперь Аменемхет II приступил к эксплуатации её богатств. В надписи, сделанной уже упоминавшимся сановником Аменемхета II Сихатхором, описывается путешествие, предпринятое по указу царя для осмотра новых земель и организации добычи золота. При этом Се-Хатор достиг страны Хеха (или Хех), что лежала несколько ниже 2-го порога. Он был, видимо, первым кто познакомился с этой страной. Надпись гласит:

«Я дошёл до передней страны (то есть Нубии). Негры этой страны явились, поражённые ужасом, который вселял в них властелин страны (то есть фараон). Я посетил страну Хех, осмотрел её водоёмы и гавани»
Несколько строк, найденных на скале в Асуане и относящихся ко времени совместного правления Аменемхета II и его сына Сенусерта II, доказывают, что и в это время было обращено особое внимание на Нубию, называемую в надписях «южной передовой землёй» (Хонт-хон-ноферт). В надписи сановник даёт отчёт о состоянии сторожевых пунктов южной границы и упоминает название страны Уауат, куда возможно был совершён поход.

### Строительная деятельность и вельможи Аменемхета
О строительной деятельности фараона известно очень мало. В Гермополе им были воздвигнуты ворота перед местным храмом. Из камня хроники известно о его строительных работах в Дельте. На стелах из Абидоса сообщается о храме, который, однако, не может быть локализован с достаточной уверенностью.
Найдены свидетельства того, что Аменемхет занимался строительством и восстановлением ряда храмов. Гранитный алтарь с вырезанным на нём именем царя был обнаружен в Дидамуне, недалеко от Факуса, другой — в Набше. Гранитную перемычку от двери археологи нашли во время раскопок в Мемфисе.
Визирями (чати) в правление фараона были Сенусерт и Амени. Известны несколько казначеев, из которых в первую очередь нужно назвать Саисета, могила которого расположена в ареале пирамиды Аменемхета в Дахшуре. Другой казначей Мерукау руководил экспедицией в восточную пустыню. Хеперкара был верховным управляющим имуществом.

### Пирамида Аменемхета

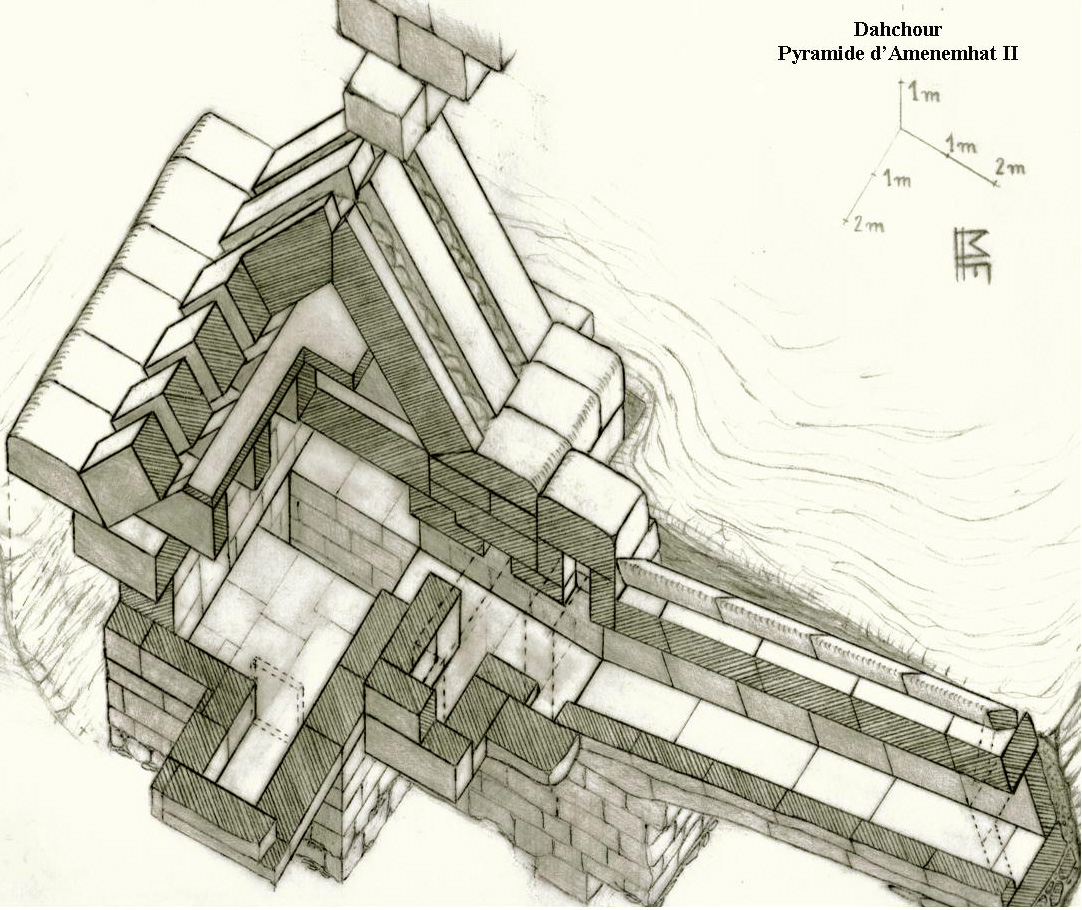
Погребальная камера пирамиды Аменемхета II в Дахшуре

Для строительства своей пирамиды, названной Амени-сехем, «Владение Амени», Аменемхет II избрал уединённое место в пустыне близ современной деревни Дахшур, примерно около 8 км к югу от пирамид в Саккаре, за Мемфисом, в 16 км к северу от Лишта, где были погребены его отец Сенусерт I и дед Аменемхет I. Пирамида Аменемхета II находится к востоку от Розовой пирамиды Снофру. Причины, заставившие отказаться от Лишта, где строили свои пирамиды его отец и дед, и выбрать местом своего упокоения старый некрополь основателя IV династии, остаются нам неизвестными. Возможно, что этим Аменемхет стремился провести параллель между своим родом и самой могущественной династией Древнего царства. Пирамида Аменемхета II упоминается в надписи Сихатхора: «Царь Нубкаура (Аменемхет II) посылал меня с каждым важным поручением — вещами, которые должны были по желанию сердца его величества быть сделаны. Он приказал, чтобы я был послан к его пирамиде, (названной) Амени-сехем, чтобы руководить работой над его шестнадцатью статуями из твёрдого камня, которая заняла два месяца. Никогда не было сделано подобное (так быстро) каким-либо чиновником».
Ныне пирамида Аменемхета II сильно разрушена. Невозможно даже точно определить её ширину. Некоторые исследователи полагают, что сторона её основания не превышала 50 м, другие считают, что по размеру она не отличалась от двух первых пирамид XII династии в Лиште. Отсутствие данных, необходимых для расчёта угла наклона граней, не позволяет установить её высоту. Она была выстроена следующим образом: вокруг единого центра возводились стены из известняка, а промежутки между восемью образовавшимися таким образом треугольниками были засыпаны песком. Облицовка была выполнена из известняка, насыщенная белизна которого контрастировала с серым цветом наземных сооружений, выстроенных из сырцового кирпича. Отсюда происходит её название «Белая пирамида». Де Морган, проводивший здесь раскопки в 1894—1895 годах исследовал её внутренние помещения. Вход в эту пирамиду находился с северной стороны. Коридор, перекрытый тщательно пригнанными друг к другу известняковыми плитами, вёл к двум погребальным камерам. Потолок верхней камеры и коридора был выложен из известняковых блоков, расположенных в форме перевёрнутой буквы «V». В верхней камере находился саркофаг сделанный из блоков песчаника и неприметно для глаз вмурованный в пол.
Пирамиду окружала стена, создававшая вокруг неё удлинённое огороженное пространство. С восточной стороны здесь ещё видны остатки блоков заупокойного храма, на многих из них сохранились картуши Аменемхета II. Отсюда к заупокойному храму, который ещё не раскопан, вела обрамлённая кирпичными стенами мощёная дорога шириной более 20 м и длиной около 800 м. В 125 м к юго-востоку от пирамиды Аменемхета II расположено множество развалин, от которых к обрабатываемым землям ведёт дорога. Эта местность ещё не изучена.
В западной части огороженной территории храма находились гробницы царицы Кеминуб, верховного сановника Аменхотепа и царевен Ит, Итурет и Хенмит. В гробнице Ит и Хенмит де Морган нашёл великолепные украшения, сделавшие знаменитым погребальный комплекс Аменемхета II. Ныне они являются одним из наиболее ценных экспонатов Каирского музея. В это так называемое «Дахшурское сокровище» входят множество ожерелий из золота и полудрагоценных камней (красной яшмы, карнеола, аметистов, зелёного полевого шпата, бирюзы и ляпис-лазури); золотая цепь, с которой свисают сделанные из золота ракушки и звёзды; золотая подвеска филигранной работы в виде бабочки; золотые браслеты; бутоньерка, напоминающая плюмаж, с золотыми листьями и цветами из полудрагоценных камней; изящная диадема, представляющая собой переплетение тонких золотых нитей, к которым то тут, то там прикреплены небольшие цветы (при этом у каждого из них красная сердцевина и синие лепестки); ещё одна, более тяжеловесная диадема с прелестным цветочным орнаментом сделанная из золота, ляпис-лазури, карнеолов, яшмы и полевого шпата; бронзовый кинжал с золотой ручкой, инструктированной полудрагоценными камнями, а также различные скипетры и царские регалии.

### Срок правления и смерть Аменемхета
На 33-м году своего правления Аменемхет II, которому к тому времени исполнилось около 70 лет, назначил соправителем своего сына Сенусерта. Судя по возрасту старого царя, наследнику престола в то время было уже примерно 40—50 лет. Таким образом, в текстах первый год царствования Сенусерта II стал упоминаться наряду с 33-м годом правления Аменемхета II. В частности, об этом свидетельствует надпись, вырезанная на скале в районе первого порога. В ней сказано: «Сделано на третьем году правления Сенусерта II, (что соответствует) 35-му году царствования Аменемхета II, когда чиновник (по имени) Хапу прибыл, чтобы проинспектировать укрепления Нижней Нубии». Причём имя сына помещено перед именем отца, что, возможно, указывает, что Сенусерт был более доминирующим фараоном, чем к этому времени уже совсем старый Аменемхет II (хотя такое предположение основано на слишком незначительном свидетельстве).
Согласно Манефону, Аменемхет II правил 38 лет. На Туринском папирусе срок его правления почти полностью утерян, поддаётся прочтению, что его нахождение у власти превышало 10 лет, а насколько — неизвестно. Стела Хапу как бы подтверждая слова Манефона о 38 годах правления Аменемхета, что на данный момент и принимается большинством египтологов.
По данным Манефона, Аменемхет был убит придворными евнухами, но, возможно, Аменемхета II спутали с Аменемхетом I.
| XII династия               |                                                                       |                       |
| Предшественник: Сенусерт I | фараон Египта ок. 1914 — 1879 до н. э. (правил приблизительно 38 лет) | Преемник: Сенусерт II |

### Родословие Аменемхета II
|  |  |        |        |             |             |             |             |                     |                     |                     |                     |                     |                     |              |              |               |               |               |               |                      |                      |                      |                      |                      |                      |            |            |            |            |            |            |            |            |  |  |                |                |                |                |                |                |  |  |  |  |  |  |  |  |
|  |  | Ноферт | Ноферт | Ноферт      | Ноферт      | Ноферт      | Ноферт      |                     |                     | Сенусрет            | Сенусрет            | Сенусрет            | Сенусрет            | Сенусрет     | Сенусрет     |               |               |               |               |                      |                      |                      |                      |                      |                      |            |            |            |            |            |            |            |            |  |  |                |                |                |                |                |                |  |  |  |  |  |  |  |  |
|  |  | Ноферт | Ноферт | Ноферт      | Ноферт      | Ноферт      | Ноферт      |                     |                     | Сенусрет            | Сенусрет            | Сенусрет            | Сенусрет            | Сенусрет     | Сенусрет     |               |               |               |               |                      |                      |                      |                      |                      |                      |            |            |            |            |            |            |            |            |  |  |                |                |                |                |                |                |  |  |  |  |  |  |  |  |
|  |  |        |        |             |             |             |             |                     |                     |                     |                     |                     |                     |              |              |               |               |               |               |                      |                      |                      |                      |                      |                      |            |            |            |            |            |            |            |            |  |  |                |                |                |                |                |                |  |  |  |  |  |  |  |  |
|  |  |        |        | Аменемхет I | Аменемхет I | Аменемхет I | Аменемхет I | Аменемхет I         | Аменемхет I         |                     |                     | Нефертатенен        | Нефертатенен        | Нефертатенен | Нефертатенен | Нефертатенен  | Нефертатенен  |               |               |                      |                      |                      |                      |                      |                      |            |            |            |            |            |            |            |            |  |  |                |                |                |                |                |                |  |  |  |  |  |  |  |  |
|  |  |        |        | Аменемхет I | Аменемхет I | Аменемхет I | Аменемхет I | Аменемхет I         | Аменемхет I         |                     |                     | Нефертатенен        | Нефертатенен        | Нефертатенен | Нефертатенен | Нефертатенен  | Нефертатенен  |               |               |                      |                      |                      |                      |                      |                      |            |            |            |            |            |            |            |            |  |  |                |                |                |                |                |                |  |  |  |  |  |  |  |  |
|  |  |        |        |             |             |             |             |                     |                     |                     |                     |                     |                     |              |              |               |               |               |               |                      |                      |                      |                      |                      |                      |            |            |            |            |            |            |            |            |  |  |                |                |                |                |                |                |  |  |  |  |  |  |  |  |
|  |  |        |        |             |             |             |             |                     |                     |                     |                     |                     |                     |              |              |               |               |               |               |                      |                      |                      |                      |                      |                      |            |            |            |            |            |            |            |            |  |  |                |                |                |                |                |                |  |  |  |  |  |  |  |  |
|  |  |        |        |             |             |             |             | Сенусерт I          | Сенусерт I          | Сенусерт I          | Сенусерт I          | Сенусерт I          | Сенусерт I          |              |              | Неферу III    | Неферу III    | Неферу III    | Неферу III    | Неферу III           | Неферу III           |                      |                      |                      |                      |            |            |            |            |            |            |            |            |  |  |                |                |                |                |                |                |  |  |  |  |  |  |  |  |
|  |  |        |        |             |             |             |             | Сенусерт I          | Сенусерт I          | Сенусерт I          | Сенусерт I          | Сенусерт I          | Сенусерт I          |              |              | Неферу III    | Неферу III    | Неферу III    | Неферу III    | Неферу III           | Неферу III           |                      |                      |                      |                      |            |            |            |            |            |            |            |            |  |  |                |                |                |                |                |                |  |  |  |  |  |  |  |  |
|  |  |        |        |             |             |             |             |                     |                     |                     |                     |                     |                     |              |              |               |               |               |               |                      |                      |                      |                      |                      |                      |            |            |            |            |            |            |            |            |  |  |                |                |                |                |                |                |  |  |  |  |  |  |  |  |
|  |  |        |        |             |             |             |             |                     |                     |                     |                     | Аменемхет II        | Аменемхет II        | Аменемхет II | Аменемхет II | Аменемхет II  | Аменемхет II  |               |               | Сенет                | Сенет                | Сенет                | Сенет                | Сенет                | Сенет                |            |            |            |            |            |            |            |            |  |  |                |                |                |                |                |                |  |  |  |  |  |  |  |  |
|  |  |        |        |             |             |             |             |                     |                     |                     |                     | Аменемхет II        | Аменемхет II        | Аменемхет II | Аменемхет II | Аменемхет II  | Аменемхет II  |               |               | Сенет                | Сенет                | Сенет                | Сенет                | Сенет                | Сенет                |            |            |            |            |            |            |            |            |  |  |                |                |                |                |                |                |  |  |  |  |  |  |  |  |
|  |  |        |        |             |             |             |             |                     |                     |                     |                     |                     |                     |              |              |               |               |               |               |                      |                      |                      |                      |                      |                      |            |            |            |            |            |            |            |            |  |  |                |                |                |                |                |                |  |  |  |  |  |  |  |  |
|  |  |        |        |             |             |             |             | Хенметнеферхеджет I | Хенметнеферхеджет I | Хенметнеферхеджет I | Хенметнеферхеджет I | Хенметнеферхеджет I | Хенметнеферхеджет I |              |              | Сенусерт II   | Сенусерт II   | Сенусерт II   | Сенусерт II   | Сенусерт II          | Сенусерт II          |                      |                      | Неферет II           | Неферет II           | Неферет II | Неферет II | Неферет II | Неферет II |            |            |            |            |  |  |                |                |                |                |                |                |  |  |  |  |  |  |  |  |
|  |  |        |        |             |             |             |             | Хенметнеферхеджет I | Хенметнеферхеджет I | Хенметнеферхеджет I | Хенметнеферхеджет I | Хенметнеферхеджет I | Хенметнеферхеджет I |              |              | Сенусерт II   | Сенусерт II   | Сенусерт II   | Сенусерт II   | Сенусерт II          | Сенусерт II          |                      |                      | Неферет II           | Неферет II           | Неферет II | Неферет II | Неферет II | Неферет II |            |            |            |            |  |  |                |                |                |                |                |                |  |  |  |  |  |  |  |  |
|  |  |        |        |             |             |             |             |                     |                     |                     |                     |                     |                     |              |              |               |               |               |               |                      |                      |                      |                      |                      |                      |            |            |            |            |            |            |            |            |  |  |                |                |                |                |                |                |  |  |  |  |  |  |  |  |
|  |  |        |        | Нофретхенут | Нофретхенут | Нофретхенут | Нофретхенут | Нофретхенут         | Нофретхенут         |                     |                     | Сенусерт III        | Сенусерт III        | Сенусерт III | Сенусерт III | Сенусерт III  | Сенусерт III  |               |               | Хенметнеферхеджет II | Хенметнеферхеджет II | Хенметнеферхеджет II | Хенметнеферхеджет II | Хенметнеферхеджет II | Хенметнеферхеджет II |            |            | Меретсехер | Меретсехер | Меретсехер | Меретсехер | Меретсехер | Меретсехер |  |  | Ситхатхориунет | Ситхатхориунет | Ситхатхориунет | Ситхатхориунет | Ситхатхориунет | Ситхатхориунет |  |  |  |  |  |  |  |  |
|  |  |        |        | Нофретхенут | Нофретхенут | Нофретхенут | Нофретхенут | Нофретхенут         | Нофретхенут         |                     |                     | Сенусерт III        | Сенусерт III        | Сенусерт III | Сенусерт III | Сенусерт III  | Сенусерт III  |               |               | Хенметнеферхеджет II | Хенметнеферхеджет II | Хенметнеферхеджет II | Хенметнеферхеджет II | Хенметнеферхеджет II | Хенметнеферхеджет II |            |            | Меретсехер | Меретсехер | Меретсехер | Меретсехер | Меретсехер | Меретсехер |  |  | Ситхатхориунет | Ситхатхориунет | Ситхатхориунет | Ситхатхориунет | Ситхатхориунет | Ситхатхориунет |  |  |  |  |  |  |  |  |
|  |  |        |        |             |             |             |             |                     |                     |                     |                     |                     |                     |              |              |               |               |               |               |                      |                      |                      |                      |                      |                      |            |            |            |            |            |            |            |            |  |  |                |                |                |                |                |                |  |  |  |  |  |  |  |  |
|  |  |        |        |             |             |             |             | Аат                 | Аат                 | Аат                 | Аат                 | Аат                 | Аат                 |              |              | Аменемхет III | Аменемхет III | Аменемхет III | Аменемхет III | Аменемхет III        | Аменемхет III        |                      |                      | Нетепти              | Нетепти              | Нетепти    | Нетепти    | Нетепти    | Нетепти    |            |            |            |            |  |  |                |                |                |                |                |                |  |  |  |  |  |  |  |  |
|  |  |        |        |             |             |             |             | Аат                 | Аат                 | Аат                 | Аат                 | Аат                 | Аат                 |              |              | Аменемхет III | Аменемхет III | Аменемхет III | Аменемхет III | Аменемхет III        | Аменемхет III        |                      |                      | Нетепти              | Нетепти              | Нетепти    | Нетепти    | Нетепти    | Нетепти    |            |            |            |            |  |  |                |                |                |                |                |                |  |  |  |  |  |  |  |  |
|  |  |        |        |             |             |             |             |                     |                     |                     |                     |                     |                     |              |              |               |               |               |               |                      |                      |                      |                      |                      |                      |            |            |            |            |            |            |            |            |  |  |                |                |                |                |                |                |  |  |  |  |  |  |  |  |
|  |  |        |        |             |             |             |             |                     |                     |                     |                     |                     |                     |              |              |               |               |               |               |                      |                      |                      |                      |                      |                      |            |            |            |            |            |            |            |            |  |  |                |                |                |                |                |                |  |  |  |  |  |  |  |  |
|  |  |        |        |             |             |             |             |                     |                     |                     |                     |                     |                     |              |              | Аменемхет IV  | Аменемхет IV  | Аменемхет IV  | Аменемхет IV  | Аменемхет IV         | Аменемхет IV         |                      |                      | Нефрусебек           | Нефрусебек           | Нефрусебек | Нефрусебек | Нефрусебек | Нефрусебек |            |            |            |            |  |  |                |                |                |                |                |                |  |  |  |  |  |  |  |  |